# Claus Scheele

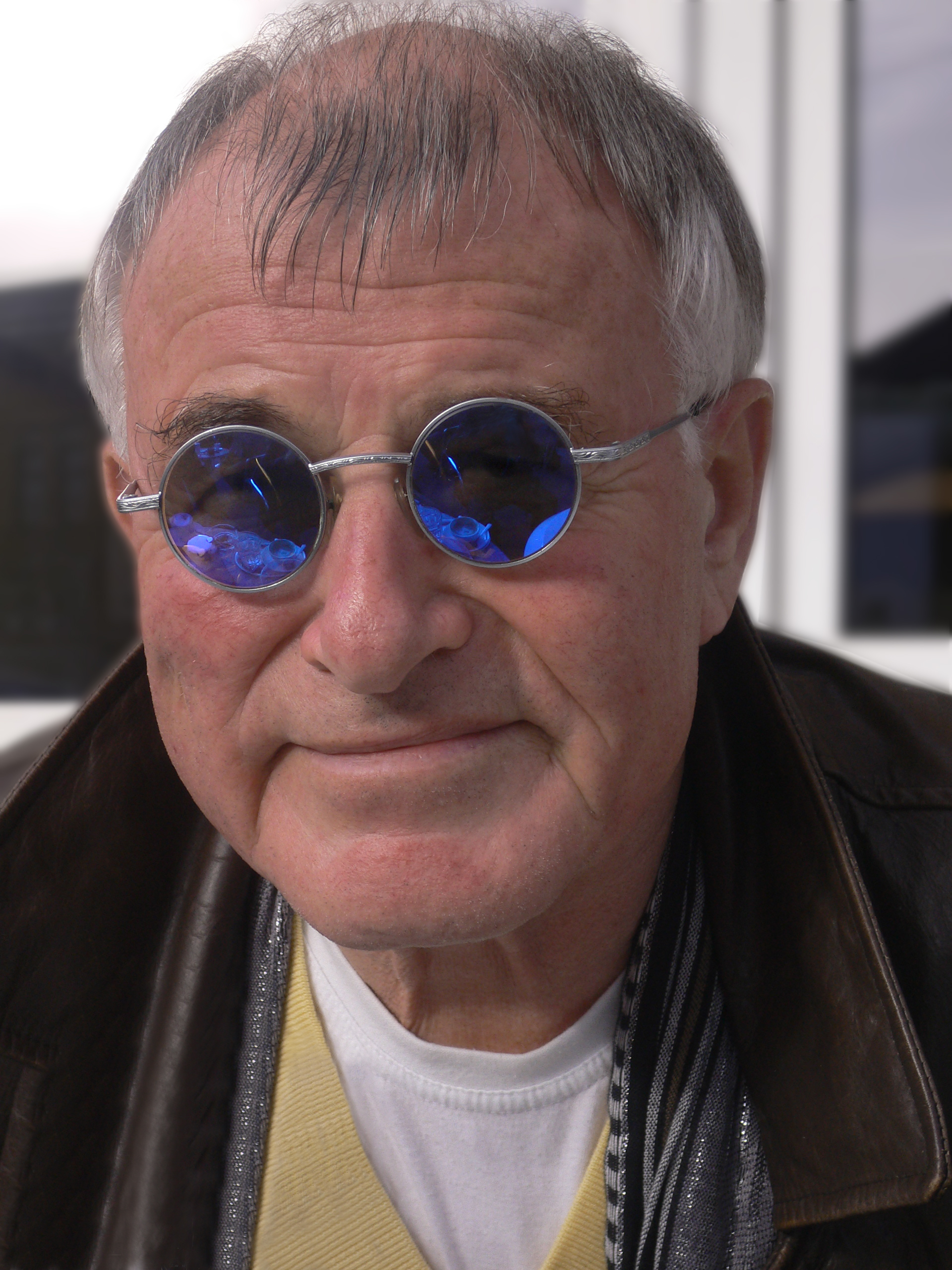
Claus Jürgen Hermann Scheele

Claus Jürgen Hermann Scheele (* 21. September 1943 in Bad Homburg vor der Höhe) ist ein deutscher Architektur-Bildhauer und Objekt-Künstler sowie Gründungsmitglied des Bundesverbandes Bildender Künstler Bayern (BBK).
Sein Gesamtwerk umfasst Keramiken, Zeichnungen, Plastiken, Bildserien, Architektur-Objekte und gestaltete Industrieobjekte für den öffentlichen Raum. Er sieht seine Arbeiten als sozialkritisches Gegenmodell zur heutigen profanen Architektur und verwendet ausschließlich standardisierte, industriell in Masse hergestelltes Material für seine Kunstwerke.

## Leben

### Herkunft, Kindheit und Ausbildung
Claus Jürgen Hermann Scheele ist das einzige Kind des Berliner Malers und Holzschneiders Kurt Scheele und Friedel Faeth, Tochter des Steinbildhauers Carl Faeth. Da sein Vater nicht aus sowjetischer Kriegsgefangenschaft zurückkehrte, wuchs er als Halbwaise in Fechenbach (heute Collenberg) am Main bei seiner Mutter auf. Bereits in frühen Kinderjahren kam er in Internate zuletzt, ermöglicht durch ein Stipendium, auf die Werkschule Schloss Craheim, wo er 1959 die mittlere Reife absolvierte.
In den Jahren 1959 bis 1965 schloss Claus Scheele die Ausbildung zum Schreiner und zum Keramiker in der Keramikschule Landshut ab. Parallel volontierte er als Steinbildhauer und Steinmetz und wurde 1964 freier Bildhauer und freischaffender Künstler. In dieser Zeit lernte er seine spätere Frau, die Töpferin Ulrike Lerche aus Rheinbach am Neckar, kennen, mit der er nach der Heirat 1964 eine Töpferei in Kirschfurt am Main (heute Collenberg) gründete. Aus der Ehe gingen die beiden Kinder Frank und Eva hervor. 1969 ließ sich das Ehepaar scheiden.

### Leben und Wirken
Scheele übernahm zunächst Jörg Scherkamps  alte Atelierräume in Augsburg, distanzierte sich jedoch zwei Jahre  später von der Augsburger Künstlerszene um Scherkamp, zog sich für ein halbes Jahr nach Miltenberg zurück und kehrte 1973 mit neuen künstlerischen Visionen nach Augsburg zurück. In dieser Schaffensperiode fixiert er sein Werk auf die Gerade als einziges Ausdrucksmittel.
Nachdem Scheele 1980/1981 mit seinen „Architekturspielen“ größere Bekanntheit erlangte, zog er 1982 in ein neues Atelier im ehemaligen Kesselhaus der Riedinger Jersey.
2008 verlor er  im Rahmen einer Umnutzung des Gebäudes sein Atelier und eine Vielzahl seiner Werke, die den Auszug nicht überlebten. Er reagierte darauf mit einer Serie von Arbeiten, die er „Altersaggressiv“ nannte.

## Das Schaffen

### Die Keramiken (1964–1969)
Inspiriert durch das Werk des Vaters und väterlicher Künstlerfiguren wie Pablo Picasso (Keramik), Henry Moore und Hans Arp begann Claus Scheele seine künstlerische Laufbahn mit keramischen Kleinplastiken und Baukeramiken. Auch wenn sich das Frühwerk als sprunghaft, uneinheitlich und dabei stark von den Vorbildern geprägt artikuliert, zeigt diese Phase die Entwicklung von Scheele vom gegenständlichen hin zum abstrahierenden Künstler. Auf Einladung des Malers Lothar Malskat aus Lübeck stellte Scheele seine Keramiken auf Malskats Ausstellungen als plastische Komponente mit aus. Ausgelöst durch den Tod der Mutter, die ihren Sohn stark in Richtung der handwerklich künstlerischen Konventionen beeinflusst hatte, endete diese Phase jedoch abrupt. Frei von diesen mütterlichen Vorgaben orientierte sich Claus Scheele völlig neu, gab seine keramische Werkstatt „Haus Javona“ auf und zog 1970 in einem endgültigen Bruch mit seiner Vergangenheit in die Künstlerszene rund um die Kunstschaffenden Jörg Scherkamp, Urban Ehm und Hans Heichele nach Augsburg. In dieser Anfangsphase entstanden neben ungezählten Gebrauchskeramiken ca. 100 per Stempel signierte Unikate.

### Die Plexiglasplastiken (1969–1972)
Bereits 1969 wandte sich Scheele gegen die suchende, modellierende, künstlerische Ausdrucksform, die er zunehmend als familiär geprägtes  konventionelles Korsett empfand. Die konstruktive Reinheit einer klaren geometrischen oder architektonischen Formensprache wurde zu dem zentralen Experimentierfeld, das sein Lebenswerk bis heute prägt. Scheele kam für sich zu dem Schluss, dass nicht die musischen Künste wie Musik oder Malerei, sondern die Architektur, auch jenseits aller künstlerischen Einflussnahme, das größte und nachhaltigste kulturelle Erbe der Menschheit sei. Scheele setzte sich mit dieser These von der zeitgenössischen Kunstproduktion mit Leitfiguren wie zum Beispiel Joseph Beuys ab.  Als Zeichen seiner neu gewonnenen künstlerischen Freiheit „im Zwang der Geometrie“ nummeriert er nun seine Arbeiten und fängt neu mit der Werknummer 1 an (WNr).
Für Scheele stellt die Weimarer und Dessauer Bauhausschule die größte künstlerische und kulturelle Leistung der Neuzeit dar. Scheele zählt den amerikanischen Architekten Buckminster Fuller  zu den herausragenden künstlerischen Figuren der Neuzeit. Diese Denkweise spiegelt sich in seinen Werken wider, die an die Architektur von Hochhäusern erinnern. Die meist senkrechten Reihungen bilden den entdeckten Formenkanon. Leichte Drehungen der einzelnen seriellen Formelemente erzeugen konstruktive, aber dynamisch elegant wirkende Gesamtkompositionen. Die Einzelausstellung in der Europäischen Akademie in Berlin 1973 zeigt zum einzigen Mal diese Entwicklung beispielhaft auf.

### Die Plastiken auf Basis des Quadratstabes (1972–1978)
Für Claus Scheele war das Jahr 1972/1973 eine Zeit des Umbruchs. Er misstraute der eigenen Formensprache. Er sah in den „Wolkenkratzerformen“ seiner Plexiglasplastiken nicht genug beispielgebende Möglichkeiten. Da er sich von seinem Idol Buckminster Fuller weit entfernt sah, radikalisierte er seinen gesamtgeometrischen Formenansatz noch einmal hin zum Quadratstab. In der Folge entstanden eine Reihe optisch leichter, schwebender Objekte, die er zum Thema „Überdachungen“ zusammenfasste.
Scheele glaubte, die konstruktive Gerade als einzig zulässiges Konstruktionselement durch die Verwendung des quadratischen Profils noch einmal überhöhen zu können. Der verbliebene Quadratquerschnitt ermöglichte durch das Zerteilen des Elements jedoch eine freie Winkelbildung, die vom ununterteilten Mittelstück aus beidseitig die Objektform erzeugt. Scheele fertigte in der Folgezeit, an Architekturmodelle erinnernde Plastiken, die den dahinter liegenden architektonischen Anspruch des Künstlers sichtbar machen. In dieser Phase veränderten sich die Arbeiten von Scheele von der anfänglichen, an Hochhausfassaden erinnernden Formensprache hin zu dachartigen oder gewendelten, turmartigen Werken.

### Die Phase der Neuorientierung (1978–1979)
Im Jahr 1978 besuchte Claus Scheele die Kunstmesse Art Basel und stieß auf die Arbeiten des spanischen Künstlers Andreu Alfaro. Trotz der erkennbaren Unterschiede der Arbeiten war für Scheele die Vergleichbarkeit der Kunstwerke im Ansatz, der Reihung von Industrieprofilen, zu groß. Tief frustriert, mit dem Gefühl um die Originalität seines bisherigen künstlerischen Schaffens beraubt zu sein, kehrte Claus Scheele aus der Schweiz zurück und gab seinem Schaffen eine neue Richtung. Als Intermezzo beschäftigte sich Claus Scheele in den folgenden Jahren mit der Suche nach einer neuen Formen- und Materialsprache. Dazu zerteilte der Künstler Quadratstäbe aus unterschiedlichen Materialien wie Plexiglas, Metallen und Holz in granulare Strukturen und richtete daraus neue Formen auf. In dieser Phase entstanden grazile Skulpturen mit einem harten architektonischen Charakter, die das Wechselspiel aus Licht und Farbspiel, Leichtigkeit und die Metamorphose der Form thematisieren.
Den Auslöser für sein späteres Hauptwerk lieferte 1979 eine Aktion, die Aktion „Künstler verlässt Elfenbeinturm“. Im Rahmen dieser Aktion wurde die Kunst, symbolisiert durch eine Frau, mit gleich langen Dachlattenstücken umbaut, um sich aus diesem Gefängnis gewaltsam zu befreien. Im Rahmen dieser Konzeption erkannte Scheele, dass sich aus den gleichbemaßten Bauelementen unendlich viele, sich selbst statisch tragende Architekturformen bilden lassen – und dies ohne Zuhilfenahme jeglicher technischer Verbindung.

### Das zweite Grundbausystem,Schwerkraftarchitektur(1980 ff.)
Im Rahmen der Auseinandersetzung mit Architekturformen auf der Basis uniformer, gleichbemaßter Bauelemente stellte Scheele folgende Thesen für die Grundbausysteme der Neuzeit auf:
- Die Moderne unterscheidet sich von allen vorherigen Epochen durch die Möglichkeit, technische Produkte, wie zum Beispiel Metall-Profilstangen oder -Rohre, ökonomisch effizient durch maschinelle Massenproduktion in homogener und verlässlicher Qualität herzustellen.
- Grundbausysteme der Neuzeit basieren auf der Eigenschaft, Baukörper zur Gänze und mit großer architektonischer und gestalterischer Freiheit aus einem einzigen, industriell gefertigten und gleichbemaßten Bauelement herzustellen.
- Grundbausysteme müssen trotz aller Einschränkungen in der Lage sein, sinnvolle und ästhetisch anspruchsvolle architektonische Räume zu errichten.
- Grundbausysteme basieren nicht auf technischen Verfahren, sondern allein auf der Fähigkeit, industriell gefertigte Bauelemente seriell zu reihen.

Die oben genannten Fähigkeiten schreibt Scheele ausschließlich den geodätischen Kuppeln von Buckminster Fuller zu. Dessen System bezeichnet er in der Konsequenz als erstes Grundbausystem der Moderne. Scheele stellt gleichzeitig die Behauptung auf, dass mit den geodätischen Kuppeln nur das erste Grundbausystem des Moderne entdeckt wurde – es aber weitere Grundbausysteme gibt, die erst noch entdeckt werden müssen. Scheele verstand seine Definition der Grundbausysteme damit als einen Gegenentwurf zur neuzeitlichen Architektur, die hochwertige individuelle und charakterstarke Architektur nur ökonomisch privilegierten Bevölkerungsschichten ermöglicht und die Mehrheit in lieblos genormte Massenarchitektur verbannt. Nach Scheeles Ansicht werden damit jedoch die gestalterischen Freiheiten der industriellen Massenproduktion verkannt – unter anderem deshalb, da sich unsere Zeit mehr mit immer neuen technischen Verfahren zur Realisierung individueller statischer Problemstellungen oder Architekturentwürfe auseinandersetzt, aber es gleichzeitig versäumt, die Kernfähigkeit unserer Zeit, die industrielle Massenproduktion, in sinnvolle Bausysteme umzusetzen, die abseits der metrischen Norm erschwingliche und gleichzeitig menschengerechte Architekturformen ermöglicht.
Mit der „Schwerkraftarchitektur“, bei der freie, aber statisch tragende architektonische Formen aus seriell aufgeschichteten gleichgeformten Rechteckstäben entstehen, ist Scheele überzeugt, ein solches Grundbausystem gefunden zu haben.
Nachdem sich Scheele finanziell nahezu ruiniert hatte, um den Beweis zu führen, dass diese verbindungsfreien Architekturen statisch auch im großen Maßstab abbildbar sind, gelang der Durchbruch 1980 mit der Einladung auf die Künstlerspielwiese der Bundesgartenschau 1981 in Kassel. Unter dem Titel „Natureinmischung“ realisierte Scheele dort unter Anteilnahme des Publikums kulissenhafte Architekturen mit Bauhöhen von bis zu 15 Metern. Von den Kulturverantwortlichen (fälschlicherweise) als moderne Aktionskunst interpretiert, folgten daraufhin zahlreiche Einladungen zu Kulturveranstaltungen im öffentlichen Raum:
- 1982 in Augsburg die Hommage an den Baumeister Elias Holl unter dem Titel „Die Türme des Elias“ und die „Architektureinmischung“ mit der ersten nur durch Schwerkraft gehaltenen Kuppel in Kiel.
- 1983 die Kuppelbauten das „Sphärische Diskontinuum“ auf der Internationalen Gartenbauausstellung (IGA) in München und der „Exot Futur“ in Hamburg, das letzte Spiel seiner Forschungsreihe, um zu den notwendigen Nachweisen für die statische Berechenbarkeit der geschichteten Kuppeln zu kommen.
- 1988 „Opus Mixtum“
- 1992 „Opus Mixtum 2“ und „Kamikaze“ in Augsburg. Mit „Opus Mixtum 3“ in Bad Wörishofen realisierte Scheele auf Basis der Schwerkraftarchitektur erstmals Türme mit über 17 Meter Höhe.
- 1996 wurde in Weimar mit „Opus Mixtum 4“ das größte, begehbare jemals in dieser Architekturform geschaffene Bauwerk mit einem Durchmesser von 9 Metern und einer Bauhöhe von 15 Metern errichtet.

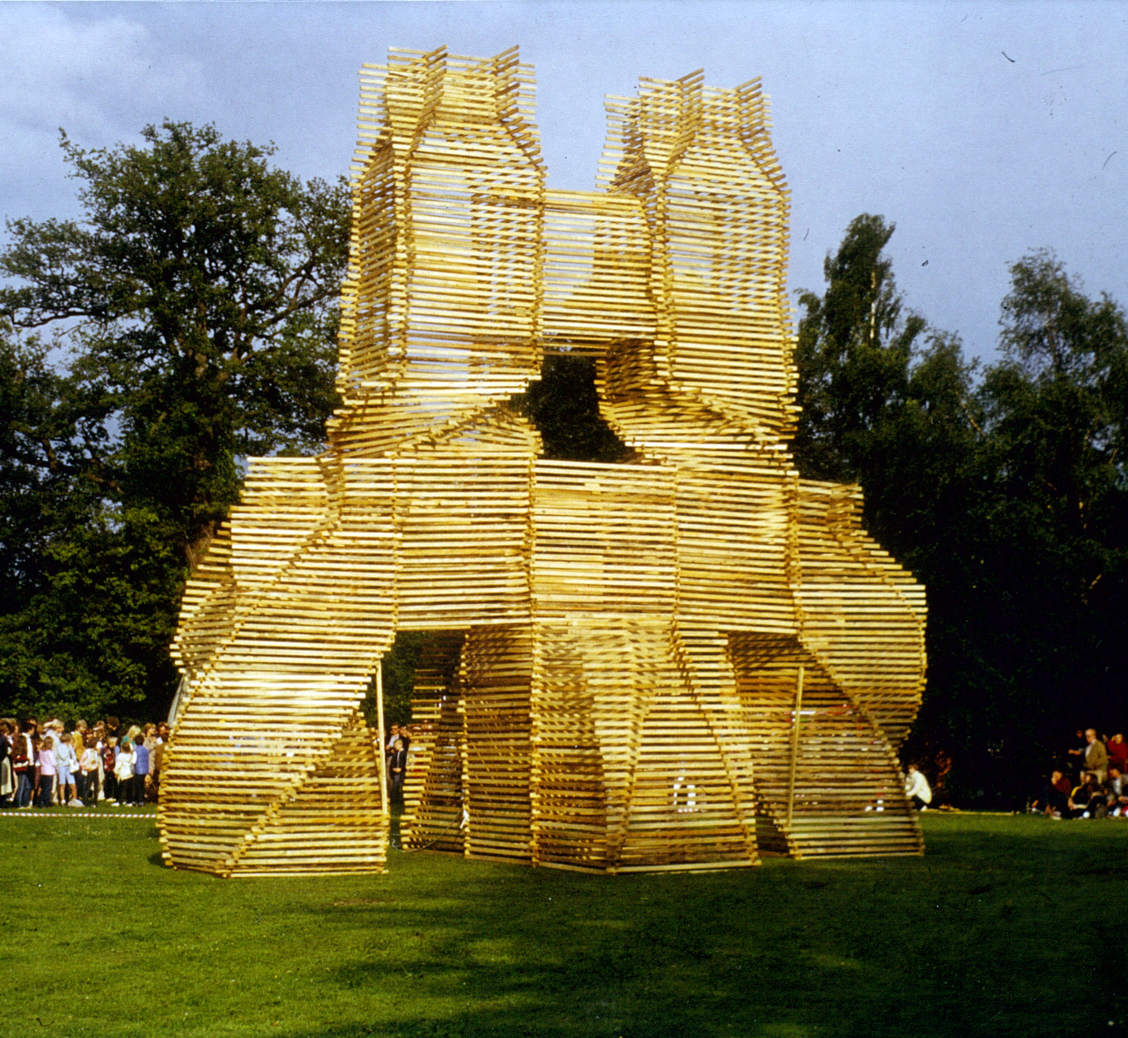
„Die Türme“, Claus Scheele, 1982
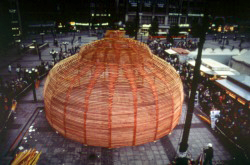
„Exot Futur“, Claus Scheele, 1983
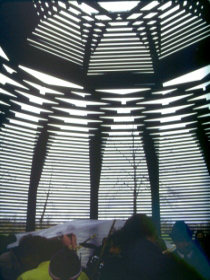
„Sphärisches Diskontinuum“, Claus Scheele, 1983
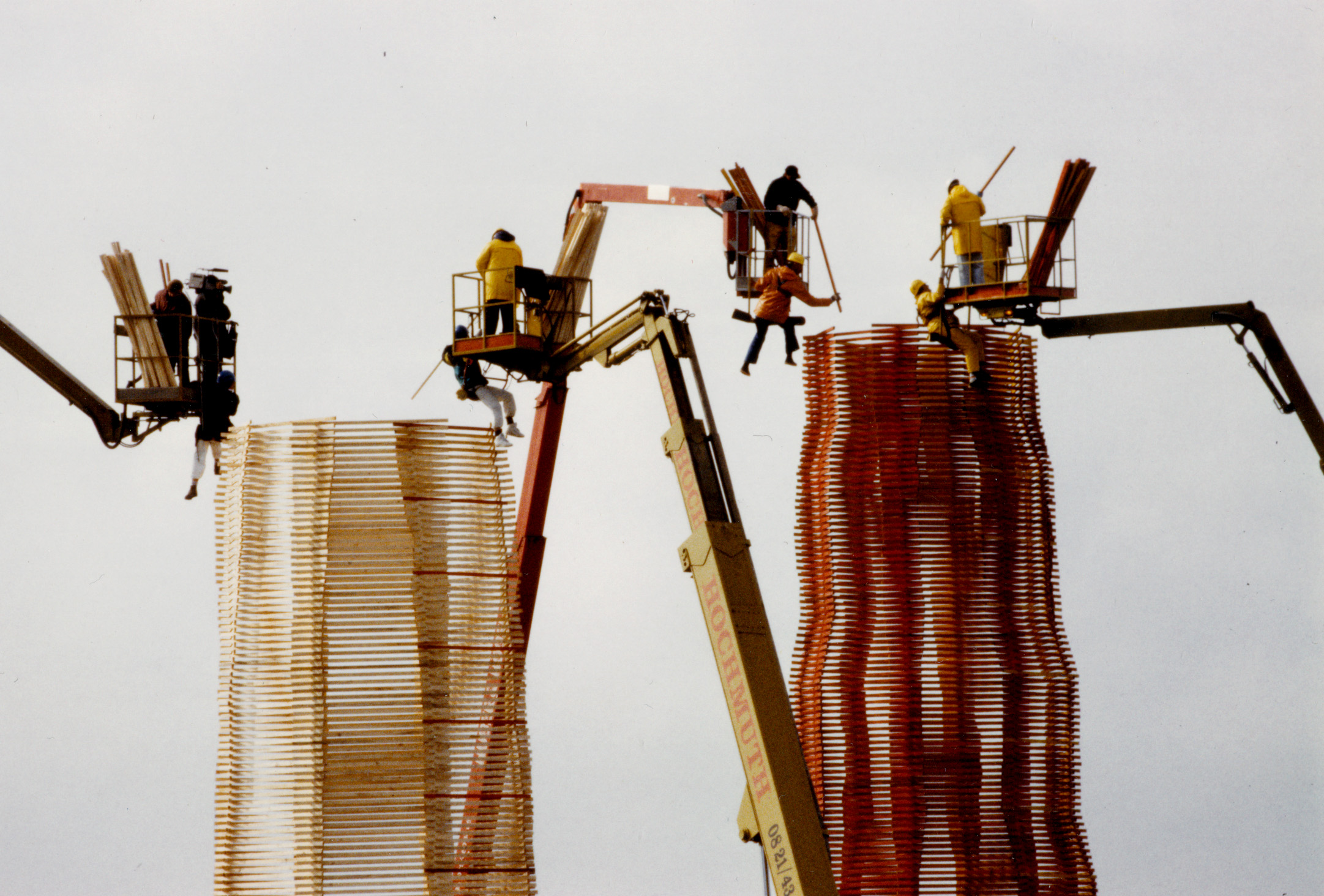
„Opus Mixtum“, Claus Scheele, 1988

Mit der Architekturspiel-Weiterentwicklung „Opus Mixtum“ (gemischte Arbeit) sollte nach dem Willen des Künstlers ein neuartiges künstlerisches Produkt und Ausdrucksmittel entwickelt werden. Hin zur Aktionskunst und – nach dem Willen von Scheele – hin zur Belehrung. „Opus Mixtum“ wird erstmals auf dem spontanen sonntäglichen Künstlerfest vor der Kunsthalle in Augsburg gespielt – im Rahmen einer protestierenden Künstlerschaft (PAK, Problemkreis Augsburger Künstler), die die  Gründung eines Friedensparkes mit Skulpturengarten in der Stadt fordern. In der mit arbeitswilligen Zuschauern errichteten Kuppel von Scheele wurden Gesangsvorträge sowie Rezitationen aufgeführt und vergebens pyrotechnische Rauchzeichen zum bayerischen Kultusminister geschickt. Opus Mixtum 2 und Kamikaze sind mit einer artistischen Aktionseinlage allen freischaffenden Künstlern zugedacht – mit der geplanten zerstörerischen Motorradfahrt von Polizeimeister Michael Böhm durch die geschlossene gelbe Kuppel. Opus Mixtum 3, „Die Herausforderung“, hatte zum Ziel, die Lust an immer neuen sinnlosen Rekorden spielerisch aufzunehmen, um eine Serie von mediengerechten Veranstaltungen aufzubauen. Türme bis zu einer Höhe von 35 Metern sind möglich. Um das Spiel „Die Herausforderung“ war eine Volksfeststruktur aufgebaut. Opus Mixtum 4 mit Architekturstudenten der Bauhaushochschule in Weimar produzierte das größte frei aufgesetzte Bauwerk mit einer Höhe von 15 Metern.
Die Kunstspiele sollten zur Architekturshow werden. Ein erster Auftrag kam von Armin Fuchs von der Hamburger Kulturbehörde über den Feuersturm in Hamburg. Die Architekturshow „Der große Brand“, ein neues abendfüllendes Aktionskunstspielformat, wurde erarbeitet und ein aufwendiges Aktionsbuch, ähnlich einer Partitur, erschaffen. Beim alpinen Wandern stürzt Armin Fuchs jedoch zu Tode und das Projekt stirbt mit ihm.
Im Rahmen des Projekts „Eisendom“ in Duisburg entwarf Scheele zusammen mit dem Statiker Friedrich Wilhelm Zoller eine monumentale Kuppel mit 42 Metern Durchmesser und einer Bauhöhe von 32 Metern. Als Reminiszenz an die Stahlkocher im Ruhrgebiet sollte die Schwerkraftkuppel komplett aus gestapelten Eisenbahnschienenstücken dauerhaft am Rheinufer errichtet werden. Mit den nahezu gleichen Kuppelmaßen wie das Pantheon war der „Eisendom“ als Manifest für die Tragfähigkeit der Schwerkraftarchitektur als eigenständiges Bauprinzip geplant.
Um die Standfestigkeit des Doms zu erhöhen, sollte eine tonnenschwere Masse in der Kuppelampel eingehängt werden, die die nötige Vorspannung auf die Kuppelschale ausüben würde. Scheele konstruierte das tiefhängende Gewicht als nichtschwingende Kugel in der typischen Buckminster Fuller Dreieckskonstruktion mit spiegelnder Außenhaut, die über dem gleichdurchmessenden, zentralen Treppenhaus des Doms schweben sollte.
Aufgrund einer politischen Ungeschicklichkeit und der Kompromisslosigkeit von Scheele und den daraus entstehenden Dissonanzen zwischen dem Künstler und den politischen Entscheidungsträgern in Duisburg wurde das Projekt jedoch kurz vor der Realisierung verworfen.
Das größte bis heute realisierte Projekt in Scheeles Schwerkraftarchitektur stellte der „Exot Futur“ in Hamburg dar. Die Spannweite der als 24-Eck ausgeführten freitragenden Kuppel betrug fünfzehn Meter und war ein Maßstabsmodell 1:3 des Eisendoms in Holz.

### Der Lenker (1988, ff)
Die Formensuche von Scheele, den Quadratstab zu neuen, durch Reihung erzeugten, architektonischen Gestaltungszusammenhängen weiterzuentwickeln, bleibt lange Zeit ergebnislos. Zu einer anstehenden freien Wettbewerbsaufgabe möchte Claus Scheele den durch die Zeit reisenden, schaffenden Menschen in den Gestaltungsmittelpunkt rücken. Scheele verbindet dazu die archaische Form der Barke mit einem Sonnensymbol als Metapher für den arbeitenden Menschen. Um eine dynamische, sehr plastische in eine Richtung weisende Skulptur zu erzeugen, möchte er die Scheibe über eine Vielzahl von Geraden mit der Barke verbinden. Um diesem Gedanken Struktur zu verleihen, fügt er die Barke aus einzelnen verleimten Vierkanthölzern zu einem gabelförmigen Bogensegment zusammen. Da er das Gefühl hat, dass das entstandene Objekt vom Publikum nicht als das Gedachte erkannt wird, ersetzt er die Kreisscheibe bei späteren Werken, für ihn atypisch, durch die figürliche Abbildung eines androgynen Menschen. Der „Lenker“, Scheeles kommerziell erfolgreichste Werksserie, war entstanden. (WNr. 152)
Der Gabelbogen des Lenkers aber verformte und verdichtete sich in Scheeles Arbeit zu eigenständigen Architekturen, seinem zweiten Grundbausystem (nach Zählweise des Künstlers das dritte Gundbausystem der Neuzeit, da er die geodätische Kuppeln von Buckminster Fuller als Nummer eins mitzählt).

### Das dritte Grundbausystem,Gegen die Schwerkraft(1989 ff)
Im Rahmen der Entwicklung des „Lenkers“ hat Scheele Kreissegmente aus baugleichen Elementen geformt. Im Rahmen dieser Arbeit war er über die statische Belastbarkeit der entstandenen Formen erstaunt. Um diesen subjektiven Eindruck wissenschaftlich zu untermauern, begann Scheele in Zusammenarbeit mit Friedrich Wilhelm Zoller und der Hochschule für Bauwesen in Regensburg die statischen Eigenschaften der Konstruktion als architektonisches Element zu untersuchen.
Nachdem der funktionale Nachweis als lasttragendes Bauelement erbracht wurde, begann Scheele auf der Basis dieses Bausystems Skulpturen, Kuppelformen und Gebäudehüllen zu entwickeln.
Das Grundelement stellt jeweils eine aus gleichbemaßten langen Quadern hergestellte Gabel dar. Mit den im Raum gekrümmten Gabeln können beliebige Vieleckkonstruktionen bis hin zum 24-Eck realisiert werden. Die entstehenden Formen sind dabei von der Anzahl der in den Gabeln verarbeiteten Rechteckprofilen abhängig. Im Zusammenhang mit dieser Arbeit verzichtet Claus Scheele erstmals auf die Nennung von Vorbildern, da er zunehmend davon überzeugt ist, mit den Grundbausystemen gedanklich völlig autonom Neuland zu betreten.
Erste Kuppeln dieses Systems wurden 1989 als „Liebeskuppel“ auf der Bundesgartenschau BUGA in Frankfurt am Main realisiert. In den folgenden Jahren entwickelt Scheele unterschiedliche Ausprägungen des Systems, die modellhaft unterschiedlichste Formen und Anwendungen des Systems beschreiben. Von Skulpturen über Turmspitzen bis hin zu Entwürfen für Häuser und Villen.
2002 entwirft Scheele  unter dem Titel „Wunsch-Garten-Kuppel“ einen modularen architektonischen Baukasten, mit dem sich jeder auf Basis des Gabelelements seine Wunsch-Kuppel selbst entwerfen kann. Theoretisch sind aus dem Baukasten 120 Kuppelvarianten ableitbar.
Gleichzeitig stellt sich Scheele jedoch mit seinem Anspruch an Baukunst, im ehrlichen und fortführenden Sinne der Bauhausschule – mit dem Ziel, Kunst mit dem alltäglichen, zweckgebundenen und nützlich Gegenständlichen zu verbinden – außerhalb der üblichen Konventionen des Kunst- und Architekturbetriebs.

## Parallele Arbeiten

### Wirbelkörper
Zu einem Brunnenentwurf entwarf Scheele eine in den Kreis gelegte Form gleicher Länge, die er „Wirbelkörper“ taufte. Diese Formgebung gefiel ihm so gut, dass er damit experimentierte und zu einem Wohnhausentwurf weiterentwickelte. Daraus wurde wiederum der Bad Wörishofener „Aust-Brunnen“.
Beim Studieren von Bauhaus-Schulveröffentlichungen fand Scheele eine Übungsaufgabe aus dem Jahr 1928 zu seinem Thema Wirbelkörper mit der geometrischen Bezeichnung „rotationssymmetrisches Parabolid“. Dieser Fund spornte ihn an, seinen Wirbelkörper-Ansatz weiter zu verfolgen und zu einer eigenständigen Werkgruppe auszuarbeiten. So fertigte der Künstler auf Basis dieser Formensprache Entwürfe für Brunnen, Türme,  Pavillons.

### Drahtplastiken
„Altersaggressiv“ nennt Scheele seine Neuschöpfung zynisch, weil sie sich zitternd bewegen (Ichsicht). Auch diese Entwicklung hat ihren Grundgedanken in der neuen Architektur. Scheele beobachtet, dass großstädtische Architektur immer mehr Glas in den Ansichten einsetzt. Dadurch wirkt die Gebäudehülle leichter, bei nächtlicher Beleuchtung fast schwebend. Da scheint es angebracht, bei Hinzufügen von Kunstwerken der monolithischen Gestaltung ein optisch noch leichter wirkendes Gestaltungssystem anzubieten. Technischer Federstahl birgt die Möglichkeit, einen vollkommen neuen Gestaltungsansatz in handwerklicher wie in gestalterischer Hinsicht zu finden. Aus handwerklicher Sicht ist Federstahl nicht haltbar mit anderen Stählen und Materialien durch Schweißen oder Löten dauerbeanspruchbar zu verbinden. Gestalterisch aber eröffnet sich eine neue Welt. Eine komplett andere Formensprache muss im Umgang mit Federstahl gefunden werden. Die technischen Grundlagen Federstahl mit anderen Materialien dauerhaft und leistungsfähig zu verbinden, glaubt Scheele erarbeitet zu haben. Mit Federstahl als Material für große Außenplastiken zu arbeiten öffnet, nach Ansicht des Künstlers, ein Tor zu einem ganz eigenen Gestaltungsuniversum.

## Gesellschaftliches Engagement
- 1979 Gründungsmitglied Problemkreis Augsburger Künstler (PAK)
- 1980 Gründungsmitglied des Bundesverbandes Bildender Künstler Bayern (BBK)
- 1996 "Trilogie des Ordnens" Essays über das soziale Sein
- 1998 Kunstauktion zu Gunsten krebskranker Kinder aus Tschernobyl, Objekt (WNr. 49–51)
- 2010 Kunstaktion Kartei der Not, Objekt, Plexiglas/Farbe (WNr. 71)

## Ausstellungen und Kunstaktionen

### Kunstaktionen
- 1979 "Künstler verlässt Elfenbeinturm" in Augsburg
- 1980 ZDF-Film "Neubau Sanierung"
- 1981 Architekturspiel "Natureinmischung" auf der BuGa-Kassel
- 1982 Architekturspiel "Architektureinmischung" 100. Kieler Woche
- 1982 Architekturspiel "Die Türme des Elias Holl" in Augsburg
- 1983 Architekturspiel "Exot Futur" in Hamburg
- 1983 Event "Kammerlicht" in Augsburg
- 1985 Event "Künstler verlässt Elfenbeinturm II" MuKu Veranstaltung in Kiel
- 1985 Event "Augsburg Zyklus" mit " Augsburg-Ballade" von Peter Matzer
- 1988 Architekturspiel "Opus Mixtum" in Augsburg
- 1988 Event "Sommerkalt", Eiskuppel zur Stadterhebung von Neusäß
- 1989 Event "Künstler verlässt Elfenbeinturm III", Große Schwäbische in Augsburg
- 1990 Event "Grenzenlos", Wassereismauer in München
- 1990 Event "Der Lenker" Brückenplastik im fliegenden Atelier Neusäß
- 1992 Architekturspiel "Opus Mixtum 2" und "Kamikaze" in Augsburg
- 1992 Event "Herrnäckerle" Main-Zyklus, fliegendes Atelier in Bad Wörishofen
- 1993 Architekturspiel "Opus Mixtum 3, die Herausforderung" in Bad Wörishofen
- 1996 Architekturspiel "Opus Mixtum 4, 1999" in Weimar
- 2002 Event "In Balance" auf dem Perlachturm in Augsburg
- 2003 Wunsch-Garten-Kuppel, Freisetzung eines neuen Grundbausystems
- 2003 "Schnark" Gartenkultur-Rankplastiken Bausystem, im fliegenden Atelier, Schloss Scherneck
- 2004 Event "Ahoi Augusta" zur europäischen Kulturhauptstadt Bewerbung in Augsburg
- 2005 Bunte Kuppel, Sozialplastik, auf der Weltwiese in Augsburg
- 2008 Künstler auf Ateliersuche, BR3 Abendschau
- 2010 Künstler auf Ateliersuche, BR3 Regionales
- 2012 Event "Wie entsteht natürlicher Raum" in Augsburg

## Kunstpreise
- 1973 Schwäbischer Kunstpreis
- 1976 50. Kunstförderpreis Augsburg
- 1982 Förderpreis des Kunstfonds Bonn